# Cerosora
Cerosora, rod papratnjača iz porodice bujadovki (Pteridaceae) rasprostranjen uglavnom po tropskoj Aziji i južnoj Kini (3 vrste) i tropskoj Africi i Indijskom oceanu (1 vrsta).. 
Dio je potporodice Pteridoideae

## Vrste
1. Cerosora argentea (Willd.) Hennequin & H.Schneid.
2. Cerosora chrysosora (Baker) Domin
3. Cerosora microphylla (Hook.) R.M.Tryon
4. Cerosora sumatrana Holttum

Sinonimi:
- Anogramma Sect.Monosorus Domin
- Idiogramma S.R.Ghosh
- Gymnogramma sect.Cerosora Baker
- Cerosora Baker